# Jelle Nijdam
Jelle Nijdam (Zundert, 16 augustus 1963) is een Nederlands voormalig wielrenner.

## Biografie
Nijdam werd professional na deelname aan de Olympische Spelen van 1984 te Los Angeles. Hier werd hij 6de op de individuele achtervolging en 10e op de ploegachtervolging. Eind jaren 80 groeide Nijdam uit tot een van de succesvolste Nederlandse wielrenners. Hij stond bekend om zijn weergaloze demarrage in de laatste kilometer. Niemand in het voortrazende peloton was dan in staat om Turbo Jelle weer bij te halen. Hij had die kwaliteiten trouwens van zijn vader Henk Nijdam meegekregen die twee keer wereldkampioen achtervolging werd.
Tien keer startte Nijdam in de Tour de France en hij haalde acht keer de finish in Parijs. De eerste jaren van zijn profloopbaan offerde Nijdam zich in de Tour vooral op voor zijn ploegmaats. Bij SuperConfex was hij de ultieme gangmaker voor Jean-Paul van Poppel, toen deze in 1987 en 1988 verschillende massasprints in de Tour won.
Zelf droeg Nijdam 3 dagen de gele trui en won hij zes etappes in deze ronde, waarvan twee in de Tour van 1989. De meeste van deze overwinningen kwamen tot stand door zijn karakteristieke demarrage in de laatste kilometer.
Jelle Nijdam was dertien jaar prof en won meer dan honderd wedstrijden, waaronder klassiekers als de Amstel Gold Race, Parijs-Tours en Ronde van Nederland. In 2008 begon Nijdam een hotel in Slenaken.
Een jaar later verhuisde hij naar Doetinchem, alwaar in fietscafé Parijs is nog ver zijn trofeeën permanent tentoongesteld zijn. In 2014 pakte hij zijn wedstrijdcarrière weer op bij RTV de Zwaluwen waar hij als amateurwielrenner wedstrijden ging rijden.

## Resultaten in voornaamste wedstrijden
| Jaar | Ronde van Italië | Ronde van Frankrijk | Ronde van Spanje |
| ---- | ---------------- | ------------------- | ---------------- |
| 1985 |                  | 115e                |                  |
| 1986 |                  | buiten tijd         |                  |
| 1987 |                  | 124e (1)            |                  |
| 1988 |                  | 122e (1)            |                  |
| 1989 |                  | 121e (2)            |                  |
| 1990 |                  | 127e (1)            |                  |
| 1991 |                  | 117e (1)            | opgave           |
| 1992 |                  | 113e                | 103e (1)         |
| 1993 |                  | 129e                |                  |
| 1994 |                  |                     |                  |
| 1995 |                  | opgave              |                  |
| 1996 |                  |                     |                  |

| Jaar | Milaan-San Remo | Gent-Wevelgem | Ronde van Vlaanderen | Parijs-Roubaix | Amstel Gold Race | Parijs-Brussel | Parijs-Tours | Omloop Het Volk |  | Wereldranglijsten |
| ---- | --------------- | ------------- | -------------------- | -------------- | ---------------- | -------------- | ------------ | --------------- |  | ----------------- |
| 1985 |                 | 80e           |                      |                |                  |                |              |                 |  |                   |
| 1986 |                 |               |                      | 48e            |                  |                |              |                 |  |                   |
| 1987 |                 | 22e           |                      |                |                  |                |              |                 |  |                   |
| 1988 |                 | 11e           |                      | 73e            | ↑                |                |              |                 |  | 26e (UWB)         |
| 1989 |                 |               |                      | 56e            |                  | Goud           | ↑            |                 |  | 15e (UWB)         |
| 1990 |                 |               | 15e                  |                | ↑                | 4e             | 65e          |                 |  |                   |
| 1991 | 74e             | 37e           |                      | 43e            | 9e               | 30e            | 61e          | 5e              |  |                   |
| 1992 | 124e            | 5e            | 6e                   | 12e            | 9e               | 69e            | 18e          | 9e              |  |                   |
| 1993 | 92e             |               | 13e                  | 16e            |                  | Zilver         | 19e          |                 |  |                   |
| 1994 |                 | 65e           | 49e                  |                |                  |                | 63e          | 16e             |  |                   |
| 1995 |                 | 97e           |                      |                |                  |                |              | 5e              |  |                   |
| 1996 |                 | 93e           |                      |                |                  |                |              | 8e              |  |                   |

## Palmares
- 1985 Grote Prijs Raymond Impanis
- 1986 Ridderronde Maastricht
- 1987 en 1995 Ronde van de Oise
- 1988 Amstel Gold Race
- 1989 Parijs-Tours
- 1989 Parijs-Brussel
- 1995 Ronde van Nederland
- 2014 Ben Visser Memorial Doetinchem

1990
- 1e - Ronde van Nederland
- 2e - Kuurne-Brussel-Kuurne

1991
- 1e - Driedaagse van De Panne
- 8e - Kuurne-Brussel-Kuurne

1992
- 1e - Ronde van Nederland
- Ritoverwinning in de Ronde van Spanje
- 11e - Kuurne-Brussel-Kuurne

1995
- 1e - Tour de L'Oise
- 1e - Ronde van Nederland